# Вільям Поуп Дюваль
Вільям Поуп Дюваль (англ. William Pope Duval; 4 вересня 1784 — 19 березня 1854) — американський адвокат і політик, перший губернатор території Флорида з 17 квітня 1822 по 24 квітня 1834.
Народився недалеко від нинішнього Річмонда в штаті Вірджинія, син Вільяма Дюваля, нащадка французьких гугенотів і Енн Поуп. Пішов з дому у віці 14 років і переїхав в Бардстаун (Кентуккі). Навчався юриспруденції і був прийнятий в колегію адвокатів у віці 19 років (1804). Потім він зробив політичну кар'єру і представляв штат Кентуккі в 13-му Конгресі Сполучених Штатів (1813—1815). Коли Флорида стала територією США, він був призначений суддею в 1821 році. Потім Президент Джеймс Монро призначив його губернатором території в 1822 році. Дюваль займав цю посаду 12 років поспіль.